# Кохановиці
Кохановіце (пол. Kochanowice, нім. Kochanowitz) — село в Польщі, у гміні Кохановиці Люблінецького повіту Сілезького воєводства.
Населення — 2046 осіб (2011).
У 1975-1998 роках село належало до Ченстоховського воєводства.

## Демографія
Демографічна структура станом на 31 березня 2011 року:
|          | Загалом | Допрацездатний вік | Працездатний вік | Постпрацездатний вік |
| -------- | ------- | ------------------ | ---------------- | -------------------- |
| Чоловіки | 1002    | 224                | 697              | 81                   |
| Жінки    | 1044    | 194                | 662              | 188                  |
| Разом    | 2046    | 418                | 1359             | 269                  |